# Veneza (Ipatinga)
Veneza é um bairro do município brasileiro de Ipatinga, no interior do estado de Minas Gerais. Localiza-se no distrito-sede, estando situado na Regional IV. Segundo o censo demográfico de 2022, realizado pelo Instituto Brasileiro de Geografia e Estatística (IBGE), sua população era de 20 979 habitantes e havia 8 217 domicílios particulares permanentes ocupados. Possui área de 6,2 km² conforme a prefeitura.
De acordo com o IBGE, em 2010 a população era de 20 793 habitantes e havia 6 372 domicílios particulares. No entanto, sua área inclui como extensão bairros não oficiais como Veneza II, Morro do Sossego, Parque das Águas e Planalto II.

## História

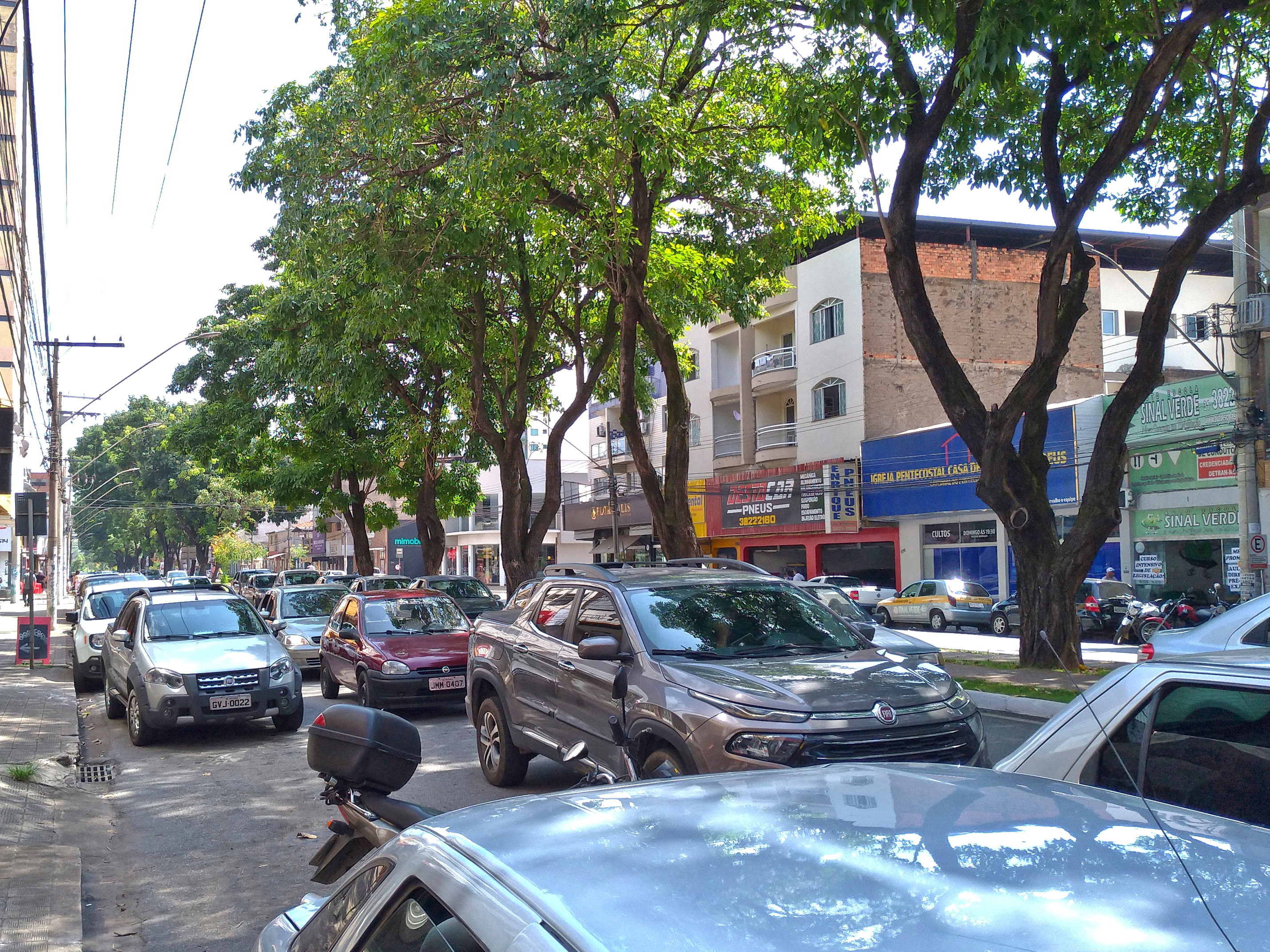
Avenida Macapá, principal via do bairro.

Originou-se do loteamento da antiga Fazenda Ipanema, de propriedade da Acesita, ocorrido no começo da década de 1970. Os lotes foram vendidos rapidamente, em um contexto de progresso econômico em Ipatinga incentivado pela instalação da Usiminas, que atraía moradores de outras cidades. A população que se instalou na localidade era composta principalmente por pessoas de baixa renda. Em referência à fazenda que existia no local no passado, o bairro foi conhecido inicialmente como Ipanema, porém recebeu sua denominação atual mediante a lei nº 427 de 28 de maio de 1973.
A Estrada de Ferro Vitória a Minas (EFVM) passava pelo bairro no passado, antes de ser transferida para seu traçado atual. Da via férrea foram preservados o Pontilhão de Ferro na divisa da área conhecida como Veneza II com o Centro. Também está localizada no Veneza II a antiga Casa dos Ferroviários, que abrigava trabalhadores da ferrovia. Essas duas construções são tombadas como patrimônio cultural do município.
No Veneza foi construído o primeiro edifício em estrutura metálica de Ipatinga, conhecido como "Balança mas não cai", um conjunto de 80 apartamentos e oito lojas inaugurado na década de 1980. A expansão do bairro ocorreu, por vezes, na direção de áreas íngremes, como o Morro do Sossego. Do Veneza também surgiram os bairros Parque das Águas (antigo Planalto I) e Planalto II, mas ainda não tinham sido reconhecidos como bairros independentes pela prefeitura e pelo censo demográfico do IBGE em 2022.
Na década de 1990, como parte do projeto do Novo Centro, que tinha a intenção de revitalizar o Centro de Ipatinga, foi construído o bairro Planalto II, de forma a receber pessoas desapropriadas de favelas e ocupações irregulares do Centro. Das 600 moradias construídas, cerca de metade foi destinada a essas famílias desapropriadas. No novo conjunto foi desenvolvido um mutirão pela Associação Habitacional de Ipatinga (AHI). Para interligar a área central ao novo bairro foi executada a Avenida Londrina, que passa pela área onde se estabeleceu o bairro Veneza II. Já no século XXI, no município vizinho Santana do Paraíso, foi implantado o bairro Parque Veneza na divisa com Ipatinga.

## Descrição

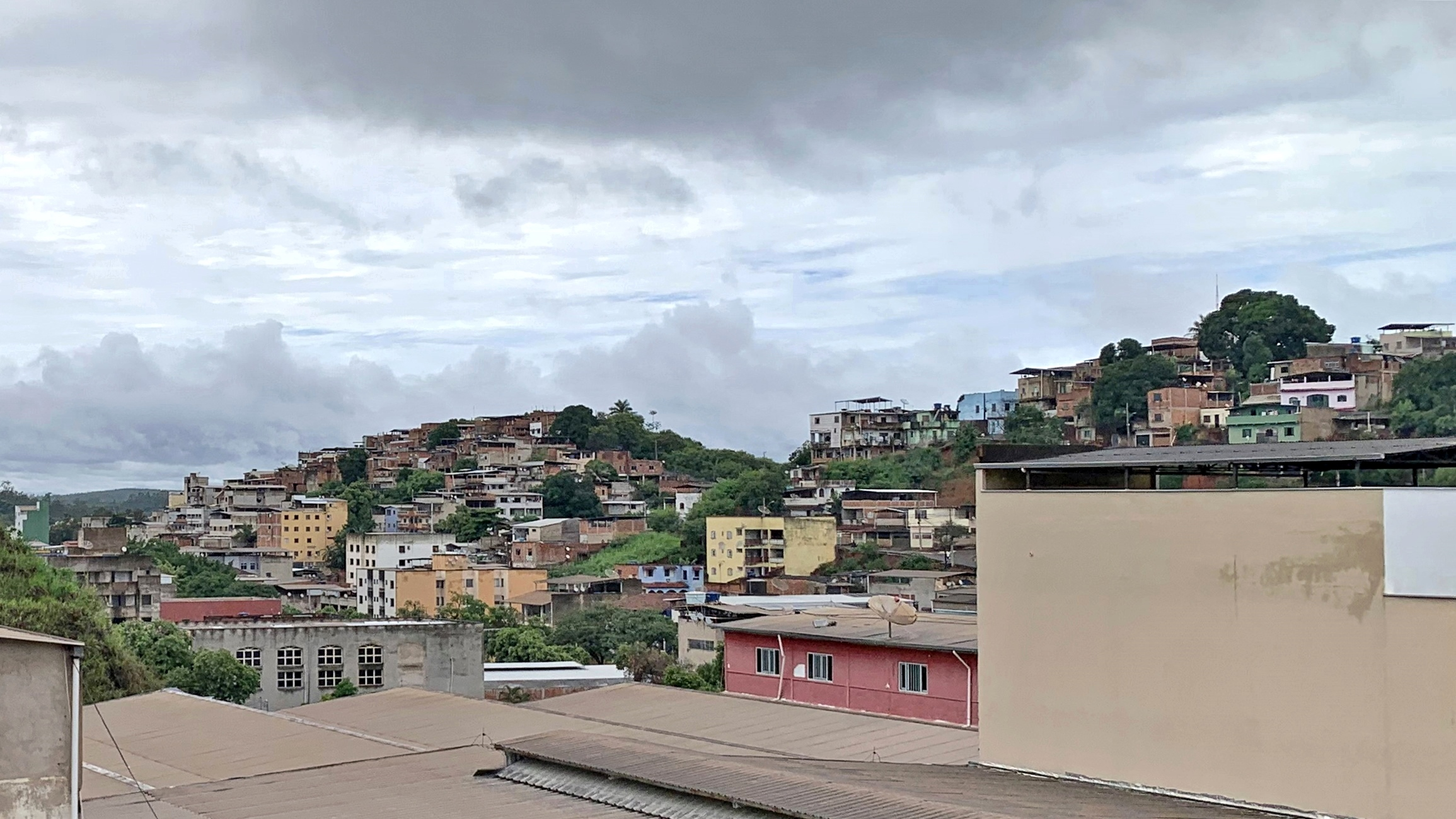
Vista parcial do Morro do Sossego

A Avenida Macapá é a principal via do bairro, onde se encontra uma das principais áreas comerciais da cidade e um fluxo constante de veículos e pessoas. Outras vias importantes são as avenidas Londrina e Livramento, no Veneza II. No Veneza estão situadas algumas instituições de ensino superior, dentre elas o campus de Ipatinga do Instituto Federal de Minas Gerais (IFMG), além de escolas de ensino básico. A Igreja São Miguel, por sua vez, representa a sede da comunidade católica do bairro Veneza, que está subordinada à Paróquia Cristo Rei, mas também há comunidades nos bairros não oficiais (Veneza II, Morro do Sossego, Parque das Águas e Planalto).
No Veneza se encontra o Centro Esportivo e Cultural Sete de Outubro, que é um espaço de esporte e lazer que conta com campo de futebol, pista de atletismo e quadras esportivas e foi inaugurado em 1991. O nome reverencia a data do Massacre de Ipatinga, ocorrido em 7 de outubro de 1963. Também é onde se situa o Cemitério Parque Nossa Senhora da Paz, o maior cemitério de Ipatinga. Outros pontos de referência são as praças Itelpina da Cruz Lima (Dona Dora) e Nelson Pinto de Farias (Planalto II). Além disso, na área do Veneza se encontram duas áreas verdes consideradas pela prefeitura como parques municipais, que são o Parque Ecológico das Águas e o Parque Campo da União (entre o Parque das Águas e Planalto II).